# リビア関係記事の一覧
リビア関係記事の一覧（リビアかんけいきじのいちらん）は、リビアに関係する記事の一覧である。

## リビア関係記事
50音順に配列されている。

### 記号
- .ly

### 英数字
- 2011年リビア内戦
- 2014年リビア内戦

### あ行
- アッラーフは偉大なり
- アフリカネイションズカップ1982
- アフリカ連合
- アル・サーディ・カダフィ
- アル＝ムアタシム＝ビッラーフ・アル＝カッザーフィー
- イドリース1世 (リビア王)

### か行
- 北アフリカ戦線

### さ行
- サイフ・アル＝イスラーム・ムアンマル・アル＝カッザーフィー
- サッカーリビア代表
- シドラ湾
- シドラ湾事件 (1981年)
- シドラ湾事件 (1989年)

### た行
- 大リビア・アラブ社会主義人民ジャマーヒリーヤ国
- トブルク
- トブルク戦車隊（映画）
- トリポリ
- トリポリ大学

### は行
- 反カダフィ勢力
- パンアメリカン航空103便爆破事件
- ベンガジ

### ま行
- ムアンマル・アル＝カッザーフィー
- ミスラタ

### や・ら・わ行
- リビア
- リビア・アラブ共和国
- リビア王国
- リビア海軍艦艇一覧
- リビア軍
- リビア航空
- リビア国民軍
- リビア国民評議会
- リビア人民軍
- リビア大人工河川
- リビアのエイズ感染事件
- リビアの行政区画
- リビアの元首一覧
- リビアの国章
- リビアの国旗
- リビアの首相
- リビアの歴史
- リビア、リビア、リビア